# Enguerrand de Bournonville

Wappen Enguerrand de Bournonvilles

Enguerrand de Bournonville (* um 1368; † 26. Mai 1414 in Soissons) war ein Kriegsherr im Dienst des Herzogs von Burgund Johann Ohnefurcht während des Hundertjährigen Krieges, genauer gesagt während des Bürgerkriegs zwischen Armagnacs und Burgundern. Er entstammte einer adligen Linie von Herren aus dem Boulonnais, die mehrere Hauptleute hervorgebracht hat, der Familie Bournonville. Er besaß mehrere kleine Grundherrschaften, war aber ein jüngerer Sohn, sein älterer Bruder war Aleaume de Bournonville.
Enguerrand de Bournonville trat als einfacher Écuyer in die Dienste der Herzöge von Burgund, Philipp der Kühne und später Johann Ohnefurcht, und kämpfte in Italien, in Pisa und Genua, im Lütticher Land – er nahm entscheidend an der Schlacht von Othée teil –, aber auch in der Île-de-France, im Berry und in der Picardie. Nach und nach etablierte er sich als herausragender militärischer Führer, der oft mehr als hundert Männer anführte, darunter viele aus seiner Familie, wie sein Cousin Lyonnel de Bournonville.
Johann Ohnefurcht belohnt Enguerrand de Bournonville häufig mit finanziellen Gratifikationen, die ihn zusammen mit der Beute aus verschiedenen Kriegsoperationen sehr reich machen.
Er war Hauptmann von Soissons für den Herzog von Burgund während der Belagerung der Stadt durch die Armee von König Karl VI., bei der ein Armbrustbolzen den Bâtard de Bourbon tötete. Die Stadt wurde eingenommen, Enguerrand de Bournonville wurde von Simon de Craon verraten und wurde auf Befehl des Königs hingerichtet.
Ein Chronist bezeichnete ihn daraufhin als „die Blume aller Kapitäne Frankreichs“. Das burgundische Lager bewahrt danach sein Andenken. Jahrhundert glaubte man, sein Grab in der Kirche Notre-Dame de Marle zu finden, und baute es wieder auf, aber dieses Grab war eher das seines Sohnes Antoine de Bournonville.

## Leben

### Ein Herrschergeschlecht aus dem Boulonnais
Enguerrand de Bournonville entstammt der Familie Bournonville, einem Adelsgeschlecht von Herren, das im Boulonnais ansässig war und dort zahlreiche Grundherrschaften besaß.
Er ist der dritte Sohn von Robert I. de Bournonville († um 1369) und Jeanne de Cramailles († zwischen 1369 und 1373), der Tochter von Jean, Seigneur de Cramailles. Ihr älterer Bruder ist Aleaume de Bournonville (1360–1415) und ihr Cousin ersten Grades ist Lyonnel de Bournonville (um 1390–1429). Durch ihre Großmutter Mahaut de Fiennes sind alle drei Großneffen des Connétable von Frankreich Robert de Fiennes.
Als jüngster Sohn erbte Enguerrand nicht die Herrschaft Bournonville, die seinem Bruder Aleaume vorbehalten war, sondern erhielt die Herrschaft Lianne, für die er 1403 Huldigung leistete. Diese Burg, die sich in der heutigen Gemeinde Beaurainville befand, überragte und überwachte die Canche. Er heiratete um 1400/1401 Julienne de La Motte, Erbin der Herrschaften Pernes, Havenquerque und Huplandre (Ländereien, die sich beide in der heutigen Gemeinde Pernes-lès-Boulogne befinden) und Witwe von Robert de Croutes.
Sie hatten zwei Kinder: Antoine de Bournonville, Seigneur de Bournonville (* um 1403; † 1480), und Beatrice de Bournonville, die Florent de Calonne heiratete.

### Knappe im Dienst der Herzöge von Burgund
Enguerrand de Bournonville trat um 1390/1400 in den Dienst der Herzöge von Burgund, zu einer Zeit, als Philipp der Kühne Vertreter der wichtigsten Linien der Picardie in sein Hôtel aufnahm. In der Umgebung dieses Herzogs wird er erstmals 1404 als Écuyer d’écurie erwähnt, bevor er dessen Sohn Johann Ohnefurcht diente. Dieser Titel des Écuyer d’écurie ist rein ehrenhalber – es war eine Möglichkeit für den Herzog von Burgund, ihn in seinem Hôtel zu halten, obwohl es keine feudalen Verbindungen gab, da Enguerrand aus der Grafschaft Boulogne stammte, die nicht dem Herzog unterstand.
Die Grafschaft Boulogne war zu diesem Zeitpunkt über seine Frau Johanna II. von Boulogne im Besitz des Herzogs von Berry, der sich jedoch kaum darum kümmerte. Da die Herzöge von Burgund die Grafschaft Artois besaßen, von der die Grafschaft Boulogne abhing, verfolgten sie im Boulonnais mit Erfolg eine Politik der Vereinnahmung der Treue des Adels und bereiteten so eine schlichte Annexion vor, die 1416 nach dem Tod des Herzogs von Berry erfolgte.
Die Karriere Enguerrand de Bournonvilles ist vor dem Hintergrund der Auseinandersetzungen zwischen Armagnacs (Anhänger der aufeinanderfolgenden Herzöge von Orléans) und Burgundern (Anhänger der Herzöge von Burgund) um die Kontrolle der königlichen Regierung zu sehen, als König Karl VI. durch seine Demenzanfälle immer mehr am Regieren gehindert wurde.
Im Mai 1405 wurde Enguerrand de Bournonville von den Engländern gefangen genommen, als er unter dem Befehl seines Cousins, des Grafen von Saint-Pol, gegen sie kämpfte. Nach kurzer Gefangenschaft half ihm Johann Ohnefurcht im Juni, sein Lösegeld zu bezahlen. Es ist das erste Mal, dass die beiden Männer in demselben Dokument auftauchen, und das ist kein Zufall: durch seine Wohltaten schafft der Herzog eine starke Bindung zu seinem Verpflichteten. Am 1. September 1405 wurde Enguerrand de Bournonville als „escuier et cappitaine“ in der gegen Ludwig von Orléans versammelten burgundischen Armee genannt und befehligte dort 148 Kämpfer.
1406 beschlossen Johann Ohnefurcht und Ludwig von Orléans, die sich vorübergehend versöhnt hatten, eine Mitherrschaft über die Stadt Pisa einzurichten, die damals mit der Stadt Florenz zerstritten war. Johann Ohnefurcht schickte Enguerrand de Bournonville als seinen Vertreter nach Pisa. Bournonville wurde dort am 7. Juli 1406 begeistert empfangen, während die Stadt von den Florentinern belagert wurde. Im Oktober kapitulierte Pisa jedoch und die Florentiner, die in die Stadt eingedrungen waren, misshandelten Bournonville3. Erst ein Jahr später, im November 1407, ist seine Anwesenheit bei Johann Ohnefurcht wieder belegt.
Enguerrand steht direkt im Dienst von Philipp dem Kühnen und später von Johann Ohnefurcht, im Gegensatz zu seinem Bruder Aleaume, der dem Herzog von Burgund nur deshalb dient, weil er ein treuer Anhänger des Grafen von Saint-Pol war, seines Cousins zweiten Grades, der seit den 1390er Jahren Berater des Herzogs von Burgund war.

### Die Schlacht bei Othée
Ab 1408 vertraute Johann Ohnefurcht Bournonville auf verschiedenen Reisen häufig seinen eigenen Schutz an, der nach der Ermordung des Herzogs von Orléans besonders notwendig war. So war er einer der burgundischen Kapitäne auf dem Feldzug, den Johann Ohnefurcht im Lütticher Land führte, um den Fürstbischof von Lüttich, Johann III. von Bayern, gegen die aufständischen Lütticher zu unterstützen. Enguerrand de Bournonville führte eine Kompanie von mehr als 150 Männern an, darunter fünf aus seiner Familie, wie sein Cousin Lyonnel de Bournonville. Er nahm an einer Chevauchée zur Verwüstung des Landes und vor allem am Sieg Burgunds in der Schlacht von Othée am 23. September 1408 gegen die Liégeois teil.
In dieser Schlacht war er einer der Anführer eines Kavalleriekorps von 1400 Kämpfern, das die Lütticher mit einer scheinbar entscheidenden Wendebewegung überrannte, wobei die Lütticher von zwei Seiten getroffen wurden. Enguerrand de Bournonvilles Rolle in dieser Episode wird in einem nach der Schlacht komponierten burgundischen Lied in Erinnerung gerufen:
« Le duc fut à cheval montés / Et en très bonne vollenté / A sa gent de bien faire. / Mais quant il eult bien advisé / Des Lieghois la grant fiereté / Adonc prist sa meffaire, / Prist Robert Le Roux et Helli / Et monseigneur de Raisse, / Et Enguerran de Bournonville / Pour rompre la bataille. »
„Der Herzog saß auf seinem Pferd / Und in sehr gutem Willen / Gutes zu tun für sein Volk. / Doch als er gut beraten war / Zu der Lütticher großem Stolz / So nahm er seine Herren, / Nahm Robert Le Roux und Heilly / Und Monseigneur de Raisse / Und Enguerrand de Bournonville / Um in die Schlacht zu ziehen.“
Der Herzog von Burgund war zufrieden, bot ihm beträchtliche finanzielle Belohnungen und ließ ihn auf einem in Arras gewebten Wandteppich in der Schlacht bei Othée abbilden, wie eine Beschreibung aus dem 17. Jahrhundert bezeugt. Bournonville wurde 1409 zum Kammerherrn befördert. Die Kammerherren waren damals die Elite des fürstlichen Hotels von Johann Ohnefurcht, und einfache Écuyers wie Bournonville waren in dieser Gruppe (6 %) im Vergleich zu der sehr großen Zahl von Chevaliers (92 %) in der Minderheit. In der Linie Bournonville waren die Älteren wie Aleaume, Enguerrands Sohn Antoine, Antoines ältester Sohn Louis oder ihr Cousin Lyonnel Chevaliers, während die Jüngeren wie Enguerrand oder Antoines zweiter Sohn Pierre nur Écuyers waren.

### Ein Burgunder in Paris
1409 nahm Enguerrand de Bournonville an einer Expedition nach Italien teil, die von den vereinigten Armeen der verschiedenen französischen Fürsten angeführt wurde. An der Spitze von 100 Männern, darunter ein „Bombardier“ (Artillerist), unterstützte er Marschall Boucicaut erfolglos beim Aufstand in Genua, bei dem Boucicaut die Kontrolle über die Stadt verlor.
Bournonville kehrte Anfang 1410 nach Frankreich zurück. Als sich die Spannungen zwischen den Fürsten verschärften, hielt er sich in Paris an der Seite von Johann Ohnefurcht auf und wurde offiziell zu dessen Berater ernannt. Nach dem Abschluss des Friedens von Bicêtre am 2. November 1410 setzte Johann Ohnefurcht seine Männer in Schlüsselpositionen ein. Bournonville blieb zwar ein Mann des Herzogs von Burgund, wird aber als „commis à la garde du château du Louvre“ in das Hôtel des Königs aufgenommen und zum Chef der Leibwache des Dauphins, Louis de Guyenne.
Während seines Aufenthalts in Paris hatte Enguerrand de Bournonville eine außereheliche Affäre mit einer Pariserin, Ydette de Lours, die er wahrscheinlich im Hôtel d’Artois, dem Wohnsitz von Johann Ohnefurcht, kennengelernt hatte. Sie brachte 1418 zwei Kinder zur Welt, die 1418 noch jung sind und in der Obhut ihrer Mutter waren; er folgte damit dem Beispiel von Herzog Johann Ohnefurcht, der selbst Vater eines Pariser Bastards war.

### Ein bedeutender und wohlhabender Kriegsherr

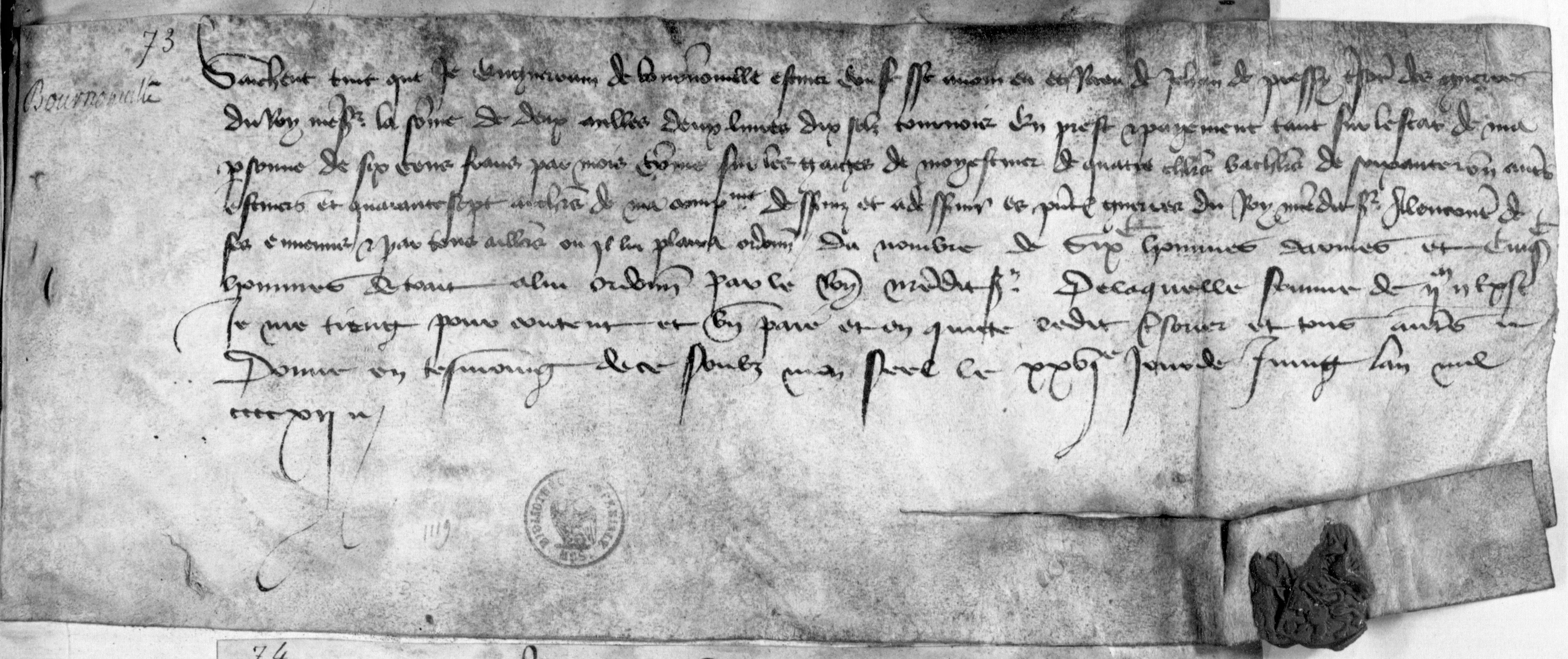
Quittung von Enguerrand de Bournonville vom 26. Juni 1412 über eine Zahlung aus der königlichen Schatzkammer in Höhe von 2.002 Livres und 10 Sous tournois für seine Kompanie von 118 Mann in einem retenue von 1.100 Mann. Rotwachssiegel mit dem Wappen von Enguerrand de Bournonville, BNF

Im Januar 1409 ernannte der Herzog von Burgund Enguerrand de Bournonville zum Kastellan der Burg Éperlecques, ein einträgliches Amt. Die Jahre 1410–1411 waren für ihn eine Zeit des Wohlstands. Im September 1410 erhielt er sein Land in Lianne zurück, das ihm einige Jahre lang – wahrscheinlich unter dem Einfluss von Valentina Visconti, der Witwe des Herzogs von Orléans – vorenthalten worden war, und erwarb weitere Ländereien. Die Gesamtsumme der Gratifikationen, die er von Johann Ohnefurcht erhielt, war beträchtlich und belief sich auf über 2.000 Livres. Diese finanzielle Unterstützung des Fürsten für einen seiner Hauptmänner war eine übliche Haltung von Johann Ohnefurcht, der wollte, dass der Adel in seinen Staaten seinen Rang behalten konnte.[7]
Enguerrand de Bournonville befand sich zu dieser Zeit auf dem Höhepunkt seiner Karriere. Als 1411 die offenen Feindseligkeiten zwischen Armagnacs und Burgundern ausbrachen, war er ein führender burgundischer Kriegsherr. Zusammen mit Antoine de Craon und David de Rambures wurde er offiziell vom König beauftragt, gegen die Armagnacs Krieg zu führen. Er verteidigte Paris, das damals von den Bourguignons gehalten wurde, gegen die Armeen des Herzogs von Orléans. Gleichzeitig übertrug ihm der Graf von Saint-Pol die militärische Erziehung seines Neffen, des jungen Jean II de Luxembourg-Ligny, der später der Herr von Enguerrands Sohn Antoine de Bournonville sein wird. 1411–1412 kämpfte Enguerrand de Bournonville in der Umgebung von Paris, in Senlis, La Chapelle und Saint-Cloud. Anschließend belagerte er Étampes und führte Kriege in der Beauce, in Poitou und im Berry. Er erwirkte die Kapitulation von Dun-le-Roi und nahm im Juni 1412 an der Belagerung von Bourges teil. Nach dem Frieden von Auxerre, der zwischen Karl von Orléans und Johann Ohnefurcht geschlossen wurde, hielt sich Enguerrand von November 1412 bis August 1413 in Paris auf.
Enguerrand de Bournonville profitierte vom Krieg, da er ihn zum Anlass für mehrere Beschlagnahmungen und Plünderungen nahm, die von einer gewissen Raffgier zeugen. Es ist ohne Zweifel mit dem geheimen Einverständnis von Johann Ohnefurcht, dass Bournonville 1413 zusammen mit Georges de La Trémoille die Güter des kürzlich getöteten Pariser Provosts Pierre des Essarts plünderte. Von Seiten Johanns Ohnefurcht kann man annehmen, dass das Wegschauen ein bequemes Vergütungssystem darstellte, um sich die Loyalität der Menschen zu sichern. Auch wenn die Rechtsgelehrten des Herzogs von Burgund von diesen Plünderungen peinlich berührt zu sein scheinen, gelten die Güter der Feinde des Herzogs für die burgundischen Ritter als lohnende Beute.
Unter den burgundischen Hauptleuten gehörte Enguerrand de Bournonville zu denjenigen, die von recht niedrigem Adel sind, da er ein jüngerer Sohn aus einer herrschaftlichen Linie ist, im Vergleich zu einem Hauptmann aus einer fürstlichen Linie wie Jean III. de Chalon-Arlay, dem Fürsten von Orange. Bournonville blieb sein ganzes Leben lang Écuyer, während die Hauptleute unter Johann Ohnefurcht zu fast 90 % Chevaliers waren.
Dennoch führte Enguerrand de Bournonville auf Feldzügen Kompanien mit einer Stärke von mehr als 100 Mann an. Im Jahr 1412 war seine Kompanie nur ein Bestandteil der über tausend Mann starken „Retenue“, die er im Dienste des Königs unterhielt. Im Laufe der Zeit stieg der Anteil der Chevaliers im Vergleich zu den Écuyers. Bei einem Teil von ihnen handelte es sich um Picards, die insbesondere aus dem Boulonnais stammen. Sieben seiner Verwandten, sechs Cousins – darunter Guillaume de Bournonville und Lyonnel de Bournonville – und sein Bastardsohn Bertrand de Bournonville dienen in seinen Kompanien. Es gab nur wenige Ausländer, wie der 1409 erwähnte Ritter aus Böhmen, bei dem es sich möglicherweise um Simon Ostlingherhandelt. Diese Struktur der Kompanien um Familiengruppen und lokale Loyalitäten herum ist keine Besonderheit der Bournonville und findet sich auch anderswo im Königreich, z. B. in Aquitanien.

### In Soissons enthauptet
1414 versuchte Johann Ohnefurcht, Paris zurückzuerobern, aus dem die Burgunder im Herbst 1413 vertrieben worden waren. Die königliche Regierung war daraufhin in die Hände der Armagnacs übergegangen und die Verwandten des Herzogs von Burgund verloren die hohen Ämter, die sie zuvor erhalten hatten.
Johann Ohnefurcht schickt Enguerrand de Bournonville und zwei weitere seiner Kammerherren, Antoine de Craon und Jean de Moreuil, um Soissons zu besetzen, was ab dem 2. Februar 1414 auch geschah. Nachdem er erfolglos versucht hatte, Paris einzunehmen, zog sich Johann Ohnefurcht Mitte Februar ins Artois zurück und ernannte Enguerrand de Bournonville zum Hauptmann von Soissons. Die Stadt war eine mächtige Festung mit einer von zwanzig Türmen flankierten Stadtmauer. Bournonville verstärkte die Verteidigung, indem er Gebäude, die zu nahe an den Wällen standen, abreißen ließ, die Straßen mit Ketten versperrte und die umliegenden Landstriche plünderte, um Lebensmittel zu requirieren und die Ressourcen einer Belagerungsarmee zu vernichten.
Die königliche Armee, die auf dem Weg war, den Krieg ins Artois zu tragen, traf Anfang Mai in Soissons ein. Ihre Vorhut wurde von Eduard III. von Bar, Clignet de Bréban und Amé de Sarrebruck angeführt. Seine Abgesandten forderten die Kapitulation der Stadt, doch Enguerrand de Bournonville lehnte ab. Die Belagerung wurde vorbereitet. Am 10. Mai wurde einer der Hauptmänner der königlichen Armee, Hector, der Bastardbruder von Herzog Johann I. von Bourbon, von einem Armbrustbolzen an der Kehle verletzt und stiab am nächsten Tag, ohne dass die Umstände der Verletzung genau festgestellt werden konnten. Einige Chronisten berichten, dass der Bâtard de Bourbon im Kampf verwundet wurde, als er einen Ausbruch der Belagerer abwehrte. Anderen zufolge wurde er getroffen, als er unterhalb der Mauern eine Erkundungstour durchführte. Eine dritte Version sagt, dass er während eines Gesprächs mit Enguerrand de Bournonville verwundet wurde. Wie dem auch sei, dieser Tod, der im königlichen Lager schmerzlich empfunden wurde, wurde Bournonville zum Verhängnis. Diese Art von Tod ist in der Tat für die Aristokratie besonders untragbar, da die Armbrust es selbst dem niedrigsten Schützen ermöglicht, einen Mächtigen zu treffen und damit die soziale Ordnung und die Regeln des Kampfes in Frage zu stellen. Aus diesem Grund war die Armbrust von der Kirche verboten, auch wenn sie aufgrund ihrer Effektivität häufig verwendet wurde.
Die Belagerung, die ab dem 11. Mai von König Karl VI. persönlich geleitet wurde, dauerte bis zum 21. Mai 1414. Als Antwort auf ein neues Angebot weigerte sich Enguerrand de Bournonville zu kapitulieren. Die königliche Artillerie schlug Breschen in die Stadtmauer und die Vorstädte wurden besetzt. Die befestigte Abtei Saint-Médard, ein wichtiger Bestandteil des Verteidigungssystems der Stadt, ergab sich. Bournonville beschloss, in der Nacht vom 20. Mai auf den 21. Mai aus der Stadt zu fliehen, doch einer der burgundischen Hauptmänner, Simon de Craon, Herr von Clacy, der gerade die Seiten wechselte, hindert ihn daran, indem er ihn in Soissons festsetzte. Die Belagerer nutzten die Verwirrung in der Stadt für einen Angriff und am 21. Mai wurde Soissons innerhalb von zwei Stunden gestürmt. Die Stadt wurde von der königlichen Armee geplündert, die die Einwohner töteten und vergewaltigten. Einer der Hauptmänner der Armagnacs, Raymonnet de La Guerre, nahm Bournonville gefangen, der vom König zum Tode verurteilt wurde.
Die Berichte der Chronisten über diese Ereignisse beschreiben übereinstimmend die Rolle von Enguerrand de Bournonville und die Brutalität nach der Erstürmung, gehen aber hinsichtlich der Gründe für seine Verurteilung auseinander: Er wird entweder als Rebell gegen die königliche Autorität verurteilt oder weil Johann von Bourbon seinen Kopf gefordert hatte, um seinen Halbbruder Hector zu rächen. Einige Herren aus der königlichen Armee versuchten vergeblich, sich für ihn einzusetzen. Am 26. Mai 1414 wurde Enguerrand de Bournonville auf dem Marktplatz von Soissons enthauptet, dann wurde sein Kopf auf eine Lanze gesteckt und sein Körper an den Achseln am Galgen in der Ebene von Saint-Crépin-en-Chaye aufgehängt. Mehrere seiner Mitstreiter, wie der Ritter Pierre de Menou, wurden ebenfalls geköpft oder gehängt. Einige Interventionen zugunsten einzelner Verurteilter waren erfolgreich, wie die des Herzogs von Alençon, der einen von Enguerrands Waffenknechten, Guillaume de Crannes, rettete.

## Herausforderungen für die Erinnerung

### „Die Blume aller Kapitäne Frankreichs“
Johann Ohnefurcht, der über die Nachricht vom Tod Enguerrands de Bournonville traurig war, ließ eine Messe für sein Seelenheil lesen und übertrug das einträgliche Amt des Schlossherrn von Éperlecques sofort seinem jungen Sohn Antoine de Bournonville, der zu diesem Zeitpunkt etwa zehn Jahre alt war. Diese Funktion wurde dann an einen Stellvertreter delegiert. Er belohnte auch Enguerrands Pariser Geliebte, Ydette de Lours.
In seiner Chronik bezeichnet Enguerrand de Monstrelet, ein Picard und Mitglied der Burgunderpartei, Enguerrand de Bournonville folgendermaßen: „Par renommée c'estoit la fleur de tous les capitaines de France“.
In der Folgezeit hebt die burgundische Hofliteratur den Heldenmut und die Treue von Enguerrand de Bournonville hervor. Ein flämischer Chronist, Olivier de Dixmude, zeigt Enguerrand de Bournonville, wie er auf dem Schafott seine Treue zum Herzog von Burgund verkündet:
« Seigneur Dieu, j’implore votre pardon pour tous mes péchés, et je vous remercie de tout mon cœur car je meurs ici pour mon vrai seigneur. Je vous prie, gentilshommes, de punir les traîtres qui m’ont bassement trahi, et je bois à monseigneur de Bourgogne et à tous ses bienveillants et au dépit de tous ses ennemis. »
„Herr Gott, ich bitte dich um Vergebung für all meine Sünden und danke dir von ganzem Herzen, denn ich sterbe hier für meinen wahren Herrn. Ich bitte euch, Gentilshommes, die Verräter zu bestrafen, die mich niederträchtig verraten haben, und ich trinke auf meinen Herrn von Burgund und alle seine Wohlgesinnten und zum Verdruss Trotz aller seiner Feinde.“
Im Pastoralet, das zwischen 1422 und 1425 entstand, endet ein langes Gedicht mit einem Vergleich zwischen Enguerrand de Bournonville und dem berühmten Helden des Chanson de geste Wilhelm von Oranien:
« Mort est celly, Diex en ai l’ame / Qui d’Orenge valoit Guillame. »
„Er ist tot, Gott hat seine Seele, / Er, der Wilhelm von Oranien würdig war.“

### Verwirrung um das Grabmal von Marle
Im nördlichen Seitenschiff der Kirche von Marle wird ein Grabmal mit einer liegenden Person als das von Enguerrand de Bournonville dargestellt.17 Es steht wie die gesamte Kirche unter Denkmalschutz.
Ursprünglich befand sich das Grabmal in einer Seitenkapelle des südlichen Arms des Querschiffs, die offenbar gemeinhin als Bournonville-Kapelle bezeichnet wurde. Um 1850 wurde das Grabmal verlegt und fast vollständig rekonstruiert. Tatsächlich war das Original, von dem heute kaum noch etwas erhalten ist, zu diesem Zeitpunkt stark verstümmelt. Das ursprüngliche Grab wurde 1867 unter der Leitung von Abbé Palant ausgegraben, und man fand eine Leiche, die als Enguerrand de Bournonville identifiziert wurde. Die Ausgräber glaubten zu sehen, dass der Kopf davon abgetrennt war. Tatsächlich wird durch ein Dokument aus dem Jahr 1634 bewiesen, dass dieses Grab nicht das von Enguerrand de Bournonville war, sondern das seines Sohnes Antoine, der 1480 starb. Danach ging die Erinnerung an ihn verloren, und im 19. Jahrhundert bezog sich der Name Bournonville nur noch auf Enguerrand.
Was den Leichnam von Enguerrand de Bournonville betrifft, so geht aus einer Notiz in einem genealogischen Manuskript aus dem 17. Jahrhundert hervor, dass er im November 1414 in der Klosterkirche Saint-Médard in Soissons begraben wurde, von der heute nichts mehr übrig ist.